# Damiano (arcivescovo di Tirana)
Damiano, nato Dhimitër Kokoneshi (Llëngë, 26 ottobre 1886 – Pogradec, 18 ottobre 1973), è stato un vescovo ortodosso albanese.

## Biografia
Nacque il 26 ottobre 1886 a Llëngë, dove completò gli studi elementari. Nel 1906 si diplomò presso la Scuola normale di Bitola e tornato in patria aderì al movimento nazionalista di Fan Noli. Compì gli studi religiosi presso il seminario di Giannina nel 1925 e fu ordinato sacerdote nel 1927 dall'arcivescovo Bessarione.
Nel 1952 divenne Metropolita di Argirocastro mentre nel 1962 divenne Metropolita di Coriza, venendo poi intronizzato come Arcivescovo di Tirana, Durazzo e di tutta l'Albania nell'aprile 1966 dopo la morte dell'arcivescovo Paisio.